# Anna Lisa Norman
Anna Lisa Norman, född 1 mars 1816 i Norrbärke socken, Dalarna, död 1892 i Ljusnarbergs socken, Västmanland, var en svensk folkmusiker.

## Biografi
Anna Lisa Normans föräldrar Erik Nilsson (född 1779) och Stina Jansdotter (född 1783) var födda i Ljusnarbergs socken i Västmanland. När hon föddes bodde familjen i Norrbärke socken i Dalarna. År 1822 flyttade de tillbaka till Ljusnarberg, då hon var sex år gammal. Där bodde hon sedan till sin död år 1892.
Som ung tjänade Anna Lisa Norman som piga på olika gårdar. År 1837 föddes hennes första barn, Lovisa. Hon då som piga vid Stråtgården i Ljusnarberg och var ensamstående mor. I juli 1841 gifte sig Anna Lisa Norman med Anders Gustaf Andersson (född 1821). Deras första gemensamma barn, Johanna, föddes i januari samma år. Därefter får de ytterligare sex barn, tvillingarna Augusta och Gustava som blev några månader gamla, Ulrica, Anna Sabina (född 1845), Karl Gustaf (född 1848) och Karolina (född 1851). Hon avled i blåskatarr och ålderssvaghet sommaren 1892.

## Musiken
Under 1930-talet åkte Ellen Lagergren (1882-1966) runt på motorcykel i Västmanland och Närke och nedtecknade över tusen låtar från olika folkmusiker. I Lagergren samling finns flera låtar nedtecknade efter Norman som hon trallade till dans eller sjöng som vallvisor. Normans musik spelades sedan av sonen Karl Gustaf och av hennes mans yngre bror August "Spelkungen" Andersson. 
Under 2000-talet har nyckelharpisten Josefina Paulsson efterforskat och spelat in flera av Anna Lisa Normans låtar. 